# Mittelbexbach
Mittelbexbach è una località tedesca della Saarland. Comune autonomo fino al 31 dicembre 1973, dal 1º gennaio 1974 è parte del comune di Bexbach.